# Hydrobiosella waddama
Hydrobiosella waddama là một loài Trichoptera trong họ Philopotamidae. Chúng phân bố ở miền Australasia.